# Sparkasse Dinslaken-Voerde-Hünxe
Die Sparkasse Dinslaken-Voerde-Hünxe war eine Anstalt des öffentlichen Rechts. Rechtsgrundlagen waren das Sparkassengesetz für Nordrhein-Westfalen und die durch den Verwaltungsrat der Sparkasse erlassene Satzung. Organe der Sparkasse waren der Vorstand und der Verwaltungsrat.

## Geschäftsausrichtung
Die Sparkasse Dinslaken-Voerde-Hünxe betrieb als Sparkasse das Universalbankgeschäft. Sie war Marktführer in ihrem Geschäftsgebiet. Ausdruck fand die geld- und kreditwirtschaftliche Versorgung der Bevölkerung und der regionalen Wirtschaft in Dinslaken, Voerde und Hünxe in einer ganzheitlichen Betreuung der Privat- und Firmenkunden. Neben dem Service in den Geschäftsstellen stellte die umfassende Beratung im 

Kredit-, Giro- und Einlagengeschäft sowie im Wertpapier-, Bauspar- und Versicherungsgeschäft das Kerngeschäft der Sparkasse dar. Um den Kunden ein individuelles Angebot machen zu können, arbeitete die Sparkasse mit ihren Verbundpartnern LBS West, Landesbank Hessen-Thüringen, S-Kreditpartner, Provinzial Rheinland Versicherung, DekaBank Deutsche Girozentrale sowie der Deutschen Leasing AG zusammen.

## Geschichte
Am 1. Februar 1856 wurde die Städtische Sparcasse zu Dinslaken gegründet.  Als Folge der kommunalen Neuordnung schloss sich zum 1. April 1975 die Gemeinde-Sparkasse Voerde und  zum 1. Juli 1991 die Gemeindesparkasse Hünxe an, so dass die Sparkasse Dinslaken-Voerde-Hünxe entstand. Dieses Kreditinstitut fusionierte zum 1. Januar 2016 mit der Verbands-Sparkasse Wesel, die nun Niederrheinische Sparkasse RheinLippe heißt.

## Gesellschaftliches Engagement
Die Sparkasse Dinslaken-Voerde-Hünxe förderte gemeinnützige Vereine und Institutionen in ihrem Geschäftsgebiet. So wurden im Jahr 2013 über 670.000 Euro für gemeinnützige Vereine sowie soziale und karitative Einrichtungen durch Spenden oder Sponsoringmaßnahmen zur Verfügung gestellt.
Am 14. August 2001 wurde die Bürgerstiftung der Sparkasse Dinslaken-Voerde-Hünxe ins Leben gerufen. Zweck der Bürgerstiftung ist die Förderung sozialer und kultureller Einrichtungen. Darunter fallen Jugend- und Altenhilfe, Wohlfahrtspflege, Sport und der Tierschutz. Die Unterstützung des Umweltschutzes, der Heimat- und Denkmalpflege in Dinslaken, Voerde und Hünxe gehören ebenfalls zu den Zuwendungsbereichen. Die Bürgerstiftung stellt sicher, dass finanzielle Mittel für die Förderung der Region dauerhaft zur Verfügung stehen. Das Stiftungsvermögen zum 31. Dezember 2013 beträgt 2,79 Mio. Euro. Seit der Gründung wurden insgesamt 66 Projekte mit einer Gesamtsumme von ca. 770.000 Euro finanziell unterstützt. Die Bürgerstiftung hat im Jahr 2013 Zuwendungen für beantragte Projekte in einer Höhe von rund 67.000 Euro bewilligt. Gefördert wurden insgesamt sechs Einzelmaßnahmen.

## Aktuelles
Die Sparkasse war mit dem Geschäftsergebnis des Jahres 2014 nicht zufrieden. Der Verwaltungsrat beauftragte daher den Vorstand am 2. März 2015, Sondierungsgespräche mit Nachbarsparkassen mit dem Ziel einer Fusion aufzunehmen. Daraufhin hat die Sparkasse Dinslaken-Voerde-Hünxe zum 1. Januar 2016 mit der Verbands-Sparkasse Wesel fusioniert. Das Vermögen der Sparkasse Dinslaken-Voerde-Hünxe ist im Wege der Gesamtrechtsnachfolge als Ganzes auf die Verbands-Sparkasse Wesel übergegangen. Die Verbands-Sparkasse Wesel hat den Namen in Niederrheinische Sparkasse RheinLippe geändert.